# Sociedade Filarmónica Incrível Almadense
A Sociedade Filarmónica Incrível Almadense (SFIA) MHIH • MHL • OB é uma instituição cultural e recreativa fundada a 1 de Outubro de 1848, no Pátio do Prior do Crato, em Almada, tendo como objectivo central a criação de uma banda filarmónica e depois um teatro e cinema, os primeiros naquela localidade. 
Ao longa da sua história, a instituição teve importante intervenção social e política, permitiu a reunião, o convívio, a discussão de ideias.
Instituição centenária, a Incrível mantém uma importante oferta cultural, recreativa e desportiva.

## Condecorações
- Oficial da Ordem de Benemerência[nota 1] (8 de Outubro de 1940)[1]
- Membro-Honorário da Ordem do Infante D. Henrique (30 de Janeiro de 1993)[1]
- Membro-Honorário da Ordem da Liberdade (23 de Novembro de 1998)[1]